# P.A.L. van Ogtrop
Petrus Anthonius Ludovicus van Ogtrop (Amsterdam, 25 augustus 1835 – 4 april 1903) was een Nederlands bestuurder en makelaar.

## Biografie
In 1859 begon P.A.L. van Ogtrop als makelaar te werken op het makelaarskantoor van zijn vader. In 1860 werd het kantoor H.J. van Ogtrop & Zoon genoemd. Nadat zijn vader in 1865 overleed, werd het kantoor nog jarenlang onder deze naam voortgezet. Naast zijn werk als makelaar was hij ook commissionair in de effectenhandel. 
Naast zijn werk zat hij in talrijke organisaties als medebestuurder of commissaris. Hij zat in de Commissie van Advies voor het bouwen en exploiteren van het nieuwe beursgebouw, waarbij hij sterk ijverde voor de inrichting van een afzonderlijke effectenbeurs. Per 1 juni 1869 werd hij President-Commissaris van het bestuur der Effecten-Sociëteit van de beurs in Amsterdam. Waarvan hij in 1872 de voorzitter werd. In 1889 werd hij voorzitter van de Vereeniging voor den Amsterdamsche Effectenhandel.
In 1884 kocht Van Ogtrop samen met W. van Waterschoot van der Gracht het heidegebied Beestenveld van de gemeente Bakel en Milheeze. Ze gaven het beheer aan de burgemeester Johannes van Neerven met de opdracht hier bos aan te leggen. In 1890 was er ongeveer 45 ha bos aangelegd. In 1891 kreeg de Nederlandsche Heidemaatschappij deze opdracht om het hele gebied te ontginnen en te bebossen. In 1898 kocht hij samen met Van Waterschoot van der Gracht het nabijgelegen landgoed "De Rips".
Van Ogtrop was een liefhebber van kunst en muziek. Eind jaren zestig zat hij in het bestuur van de Amsterdamse afdeling van de Maatschappij tot Bevordering der Toonkunst. Hij was medeoprichter en later medebestuurder van het Concertgebouw(orkest). Verder was hij bestuurslid van de Vereniging tot het verzamelen van hedendaagse kunst. Van Ogtrop was binnen de katholieke kerk actief en stond bekend om het bieden van financiële hulp in de armenzorg ("Genootschap Liefdadigheid naar Vermogen: Vereeniging tot Heil des Volks"). 

## Persoonlijk
Hij was de zoon van Henricus Joannes van Ogtrop (1803-1865), makelaar in Amsterdam, en Joanna Helena Josepha le Grand (1803-1870). Petrus van Ogtrop trouwde op 24 mei 1861 te Schiedam met Adriana Hendrina Geertrudis van der Burg (1840-1914). Samen kregen ze drie kinderen. Zijn kleinzoon Piet van Ogtrop was burgemeester van Eemnes en Blaricum. Van Ogtrop was ridder in de Orde van de Nederlandse Leeuw. 
Petrus Anthonius Ludovicus van Ogtrop overleed in 1903 na een langdurig ziekbed op 67-jarige leeftijd. Hij werd op 8 april 1903 onder grote belangstelling begraven op begraafplaats Sint Barbara in Amsterdam.